# Taxus

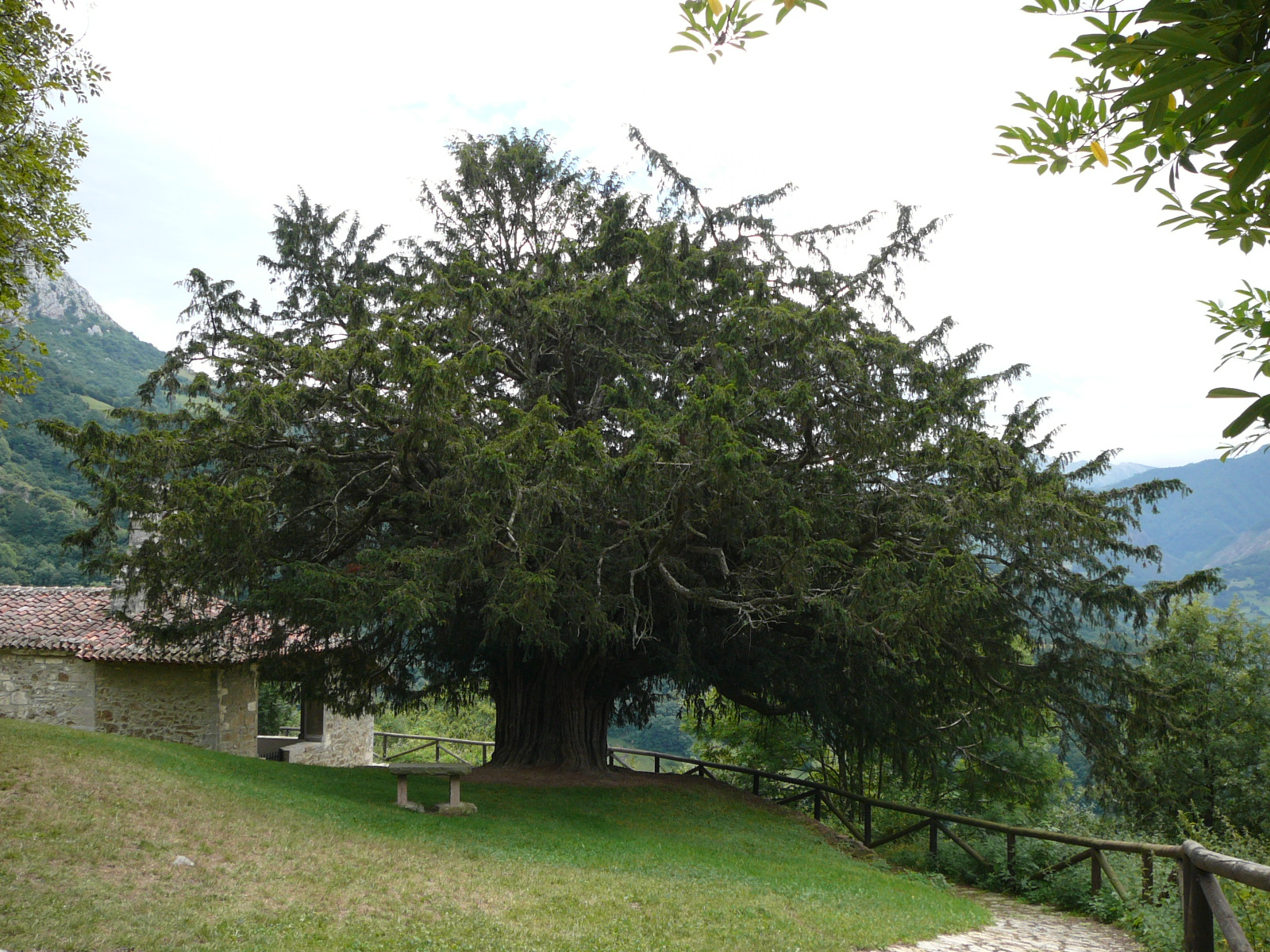
El tejo de Bermiego (Asturias) está considerado el tejo más antiguo de España y fue declarado Monumento Natural el 27 de abril de 1995.

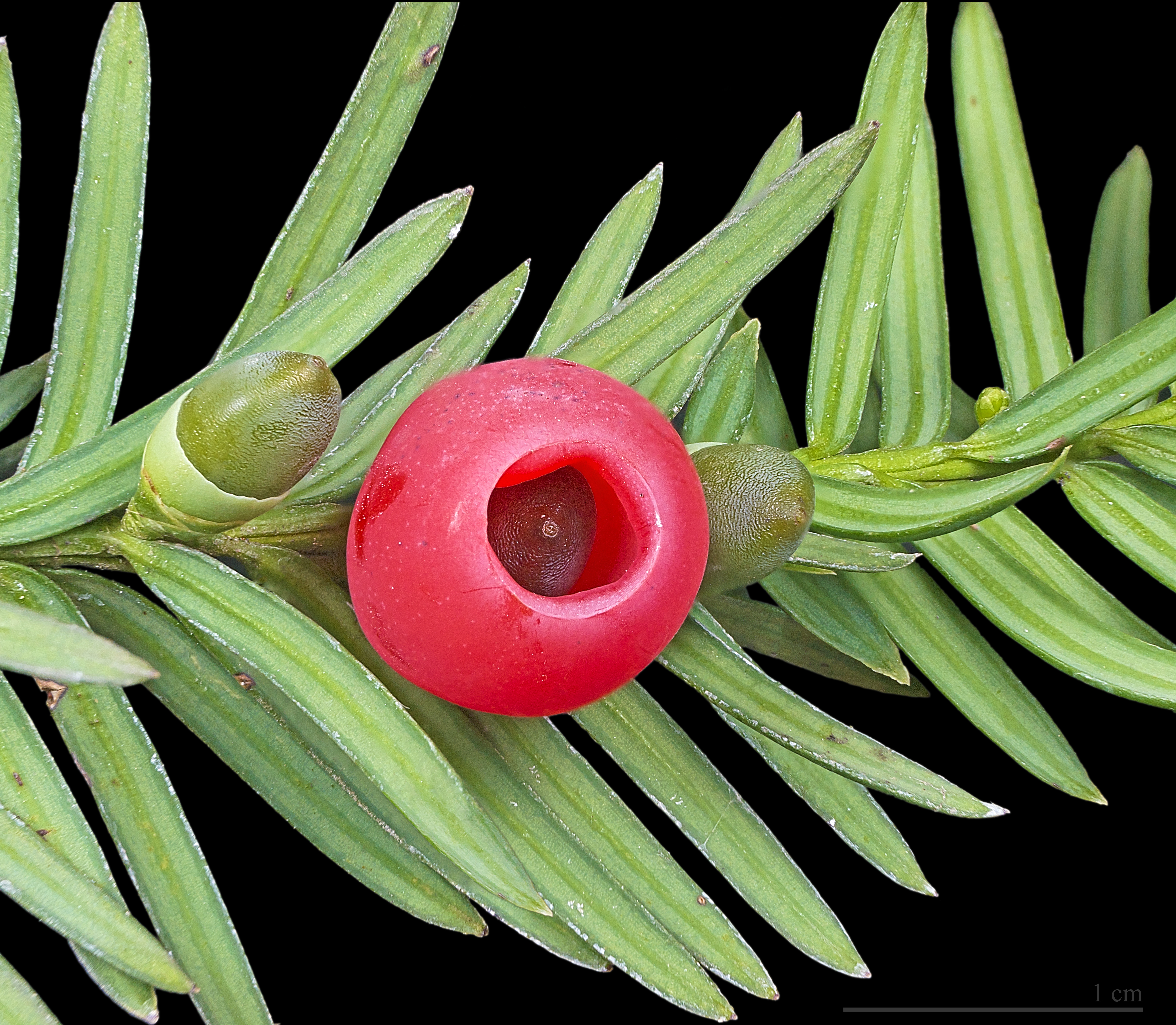
Arilo de tejo

Los tejos (Taxus) son un género de árboles coníferos de la familia Taxaceae, propios de las zonas montañosas, con ambientes frescos y húmedos, y que prefieren los terrenos calizos.

## Descripción
Pueden alcanzar una altura de hasta 20 metros. Aunque con frecuencia se desarrollan de manera desigual, su copa es piramidal con abundantes ramas que salen del tronco en sentido horizontal. El tronco es grueso y con una corteza delgada de tiras pequeñas de color pardo rojizo o grisáceo, alcanzando diámetros de hasta 1,5 metros. Son muy longevos, pudiendo superar los 1500 años de vida. Tienen hojas perennes de 10 a 30 mm dispuestas en dos hileras opuestas, de color verde oscuro por la cara superior y amarillento o glabro por el envés. Es una especie dioica, con pies masculinos o femeninos. Fructifica en forma de arilo carnoso que rodea la simiente, de intenso color rojo y sabor agradable. Madura en otoño y cada seis o siete años el árbol tiene una producción abundante de frutos. Raramente forma bosquetes, lo común es encontrar ejemplares aislados. Casi todas las partes de la planta son ricas en alcaloides tóxicos: taxina, taxol y baccatina, el primero de los cuales es el más peligroso, pues puede causar la muerte en pocos minutos. El arilo o baya es la única parte libre de taxina, y puede ser ingerido con la precaución de retirar la semilla.
Su madera es muy dura, de grano fino y apretado, lo que la hace muy apta para ebanistería y talla, aunque la escasez de piezas de suficiente grosor, debido a su crecimiento muy lento, limita su uso. Durante la Edad Media fue muy utilizado en las islas británicas para la elaboración del arco largo, por su resistencia y flexibilidad, hecho que casi produjo su extinción en ese ámbito geográfico.

## Usos y tradiciones

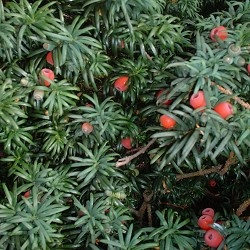
Taxus baccata

Silio Itálico, Lucio Anneo Floro y san Isidoro de Sevilla señalan el uso de sus semillas en la península ibérica por los antiguos cántabros, astures y otros pobladores de Gallaecia como veneno para suicidarse cuando se encontraban sitiados por el enemigo o presos de este.
Estos pueblos celtas veneraban al tejo, dado que formaba parte de algunos de sus rituales al ser considerado un árbol sagrado, probablemente debido a la extraordinaria longevidad de la planta, que la hace parecer inmortal. Por esta misma razón en España ha sido plantado profusamente en la cornisa cantábrica al abrigo de ermitas, iglesias y cementerios desde tiempos remotos, como símbolo de la trascendencia de la muerte, y era habitual encontrar un tejo en las plazas de los pueblos bajo el cual se realizaba el concejo abierto. Todo esto ha permitido perpetuar el halo de misterio y sacralidad que envuelve lo relacionado con esta especie.
Para la tradición y cultura cántabra, asturiana y de partes de la provincia de León, este árbol ha constituido un auténtico vínculo del pueblo con la tierra, los antepasados y la religión antigua. Tanto en Cantabria como en Asturias era costumbre llevar a los difuntos una rama de tejo el día de Todos los Santos para que ella les guiara en su retorno al País de las Sombras. Durante la noche de san Juan era asimismo usual que los mozos depositaran ramas de tejo en las ventanas o puertas de la casa de sus pretendidas, mientras ellas les tiraban bayas de este mismo árbol.

## Historias y leyendas
En una leyenda irlandesa, para casarse con una doncella, es condición indispensable que el pretendiente le lleve una rama de acebo, una flor de caléndula y bayas carmesíes de tejo.
Un dicho popular inglés recoge una enigmática tradición que hace referencia al tejo como el ser vivo más longevo [cita requerida]: 

Las vidas de tres zarzos, la vida de un perro.

Las vidas de tres perros, la vida de un caballo.

Las vidas de tres caballos, la vida de un hombre.

Las vidas de tres hombres, la vida de un águila.

Las vidas de tres águilas, la vida de un tejo.

La vida de un tejo, la longitud de una era.

Siete eras desde la creación hasta el día del juicio.

La longitud de una era es por término medio de unos 729 años.

## Taxonomía
El género fue descrito por Carlos Linneo y publicado en Species Plantarum 2: 1040. 1753.
Etimología
Taxus: nombre genérico dado en latín al tejo.

## Especies
- Grupo: Baccata
  - Subgrupo: Baccata
    - Taxus baccata
    - Taxus contorta
    - Taxus fastigiata
    - Taxus recurvata

  - Subgrupo: Cuspidata
    - Taxus biternata
    - Taxus caespitosa
    - Taxus canadensis
    - Taxus cuspidata
    - Taxus umbraculifera
- Grupo: Sumatrana
  -     - Taxus celebica
    - Taxus kingstonii
    - Taxus mairei
    - Taxus sumatrana
- Grupo: Wallichiana
  - Subgrupo: Chinensis
    - Taxus calcicola
    - Taxus chinensis
    - Taxus obscura
    - Taxus ocreata
    - Taxus phytonii
    - Taxus rehderiana
    - Taxus scutata

  - Subgrupo: Wallichiana
    - Taxus brevifolia
    - Taxus florinii
    - Taxus globosa
    - Taxus suffnessii
    - Taxus wallichiana

Especies extintas
- Taxus engelhardtii – Oligoceno, Bohemia,  similar a T. mairei

- Taxus inopinata  – Mioceno superior,  similar a T. baccata[4]
- Taxus masonii – Eoceno, Formación Clarno; Oregón, USA[5]
- Taxus schornii – Mioceno, norte de Idaho

Híbridos
Taxus x media = Taxus baccata x Taxus cuspidata
Taxus x hunnewelliana = Taxus cuspidata x Taxus canadensis